# Fiebre de la pradera

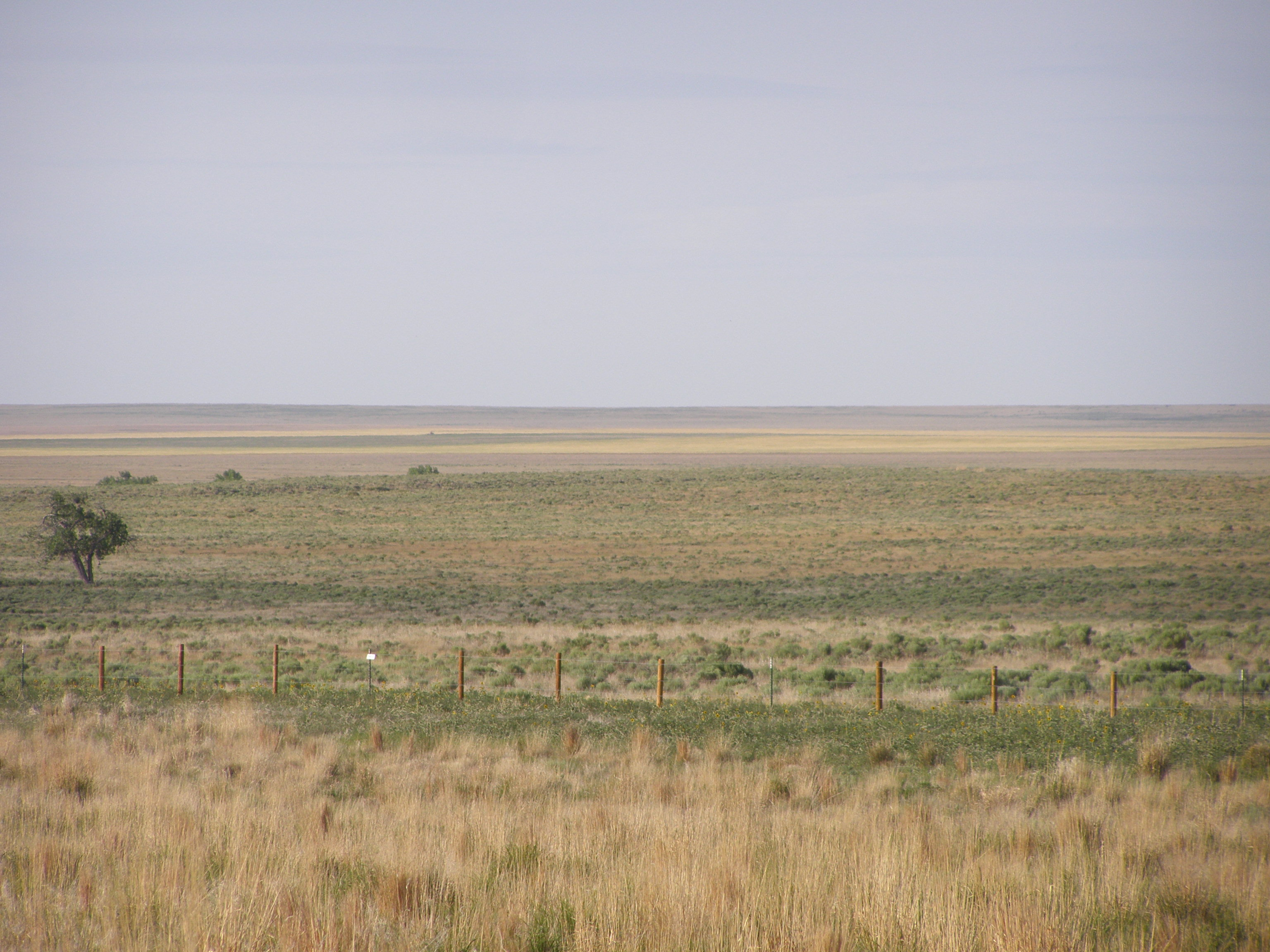
Grandes llanuras de Colorado

La fiebre de la pradera  o locura de las praderas fue una aflicción que afectó a los colonos de las Grandes Llanuras durante la migración y el asentamiento de las praderas canadienses y el oeste de Estados Unidos en el siglo XIX. Los colonos que se mudaban de áreas urbanizadas o relativamente pobladas del este enfrentaron el riesgo de un colapso mental causado por las duras condiciones de vida y los niveles extremos de aislamiento en la pradera. Los síntomas de la locura de la pradera incluían depresión, retraimiento, cambios de carácter y hábito y violencia. La locura de la pradera a veces provocaba que la persona afectada volviera al este o, en casos extremos, se suicidara.
La fiebre de las praderas no es una condición clínica; más bien, es un tema omnipresente en los escritos de ficción y no ficción de la época para describir un fenómeno bastante común. Eugene Virgil Smalley lo describió en 1893: «En los nuevos estados de las praderas se produce una cantidad alarmante de locura entre los agricultores y sus esposas».

## Causas
La fiebre de la pradera era causada por el aislamiento y las duras condiciones de vida en la pradera. El nivel de aislamiento dependía de la topografía y geografía de la región. La mayoría de los ejemplos de locura de las praderas provienen de la región de las Grandes Llanuras. Una explicación de estos altos niveles de aislamiento fue la Ley de Asentamientos Rurales de 1862. Esta ley estipulaba que una persona recibiría una extensión de 160 acres (64,8 hectáreas) si lograba vivir en ella y adelantar un emprendimiento rural en un período de cinco años. Las granjas que se levantaron gracias a esta ley estaban separadas por, al menos, media milla, pero por lo general mucho más. Aunque había naciones y comunidades indígenas prósperas, había pocos asentamientos de europeos en estas llanuras, y los colonos tenían que ser casi completamente autosuficientes.

## Factores de riesgo
Muchos colonos permanecieron muy apegados a su forma de vida anterior en el este, y sus intentos de hacer que sus nuevos hogares en el oeste se adhirieran a las viejas formas a veces desencadenaban la fiebre de las praderas. Otros intentaron adaptarse a una forma de vida completamente nueva y abandonaron las viejas formas, pero aun así, fueron víctimas de esta afección. Algunos mecanismos de afrontamiento para escapar del trauma emocional de mudarse a la pradera eran mudarse continuamente a nuevas ubicaciones o regresar al este.

## Síntomas

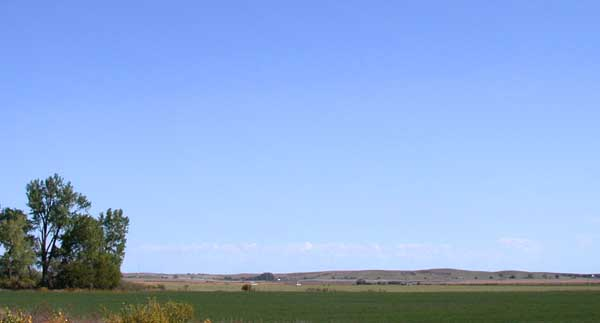
Grandes llanuras al oeste de Kearney, Nebraska

Los síntomas de la fiebre de la pradera eran similares a los de la depresión. Se dijo que las mujeres afectadas mostraban síntomas como llanto, vestimenta descuidada y retraimiento de las interacciones sociales. Los hombres también mostraban signos de depresión, que a veces se manifestaba en forma de violencia. La fiebre de las praderas no era diferente a otros tipos de depresión, pero las duras condiciones en la pradera desencadenaban esta condición, que resultaba difícil de superar sin salir de la pradera.

## Disminución
La fiebre de las praderas prácticamente desapareció del registro histórico y literario durante el siglo XX. Esto probablemente fue el resultado de los nuevos modos de comunicación y transporte que surgieron a fines del siglo XIX y principios del XX. Estos incluyeron el aumento de las líneas de ferrocarril, la invención y el uso cada vez mayor del teléfono y el automóvil y un mayor asentamiento de población, que condujo al «cierre de la frontera», como lo describió el renombrado historiador del oeste estadounidense Frederick Jackson Turner.

## En la cultura popular
- James Michener trata el tema de la salud mental en uno de los capítulos sobre el asentamiento de las Llanuras de Colorado en su obra Centennial.